# Coelogyne virescens
Coelogyne virescens är en orkidéart som beskrevs av Robert Allen Rolfe.
Coelogyne virescens ingår i släktet Coelogyne och familjen orkidéer. Inga underarter finns listade i Catalogue of Life.